# Aberystwyth Town Football Club
O Aberystwyth Town Football Club (em galês: Clwb Pêl Droed Aberystwyth) é uma equipe galesa de futebol com sede em Aberystwyth. Disputa a primeira divisão de País de Gales (Welsh Premier League).
Seus jogos são mandados no Park Avenue (Aberystwyth), que possui capacidade para 5500 espectadores.

## História
O  Aberystwyth Town foi fundado em 1884.

## Títulos
- Welsh Cup: 1899–1900[carece de fontes?]
- Welsh Amateur Cup: 1930–1931 e 1932–1933 [2]
- Mid Wales Football League: 1932–1933[3], 1949–1950[4], 1983–1984[5] e 1984–1985[6]

## Retrospecto nas competições europeias
| Temporada | Competição             | Fase      | Oponente    | Resultados |
| --------- | ---------------------- | --------- | ----------- | ---------- |
| 1999      | Copa Intertoto da UEFA | 1.ª Elim. | Floriana FC | 2–2, 1–2   |
| 2004      | Copa Intertoto da UEFA | 1.ª Elim. | Dinaburg    | 0–0, 0–4   |
| 2014–15   | UEFA Europa League     | 1.ª PE    | Derry City  | 0–4, 0–5   |

Jogos em casa em negrito.

## Elenco atual
- Atualizado em 1 de julho de 2015.[7][8]

Legenda
- : Capitão
- : Jogador suspenso
- : Jogador lesionado